# Lorenzo Cobianchi
Lorenzo Cobianchi (Intra, 8 dicembre 1805 – Intra, 22 settembre 1881) è stato un imprenditore e politico italiano.

## Biografia
Fu eletto deputato al Parlamento del Regno di Sardegna e per 3 mandati sindaco di Intra; inoltre fu tra i fondatori e primo presidente della Banca Popolare di Intra. Il suo più grande progetto, risalente al 1874, fu la realizzazione di una scuola d'arti e mestieri, l'Istituto Lorenzo Cobianchi, postumo al suo ideatore e inaugurato nel 1886 che tuttora rappresenta il polo formativo più importante per Verbania e per il Verbano-Cusio-Ossola. Ha sposato Luigia Brielli, figlia di Pietro Brielli di Novara, senatore del Regno e sorella di Guglielmina moglie di Filippo Usellini (1802-1872)